# Кан (Лот и Гарона)
Кан (фр. Cambes) насеље је и општина у југозападној Француској у региону Аквитанија, у департману Лот и Гарона која припада префектури Марманд.
По подацима из 2011. године у општини је живело 168 становника, а густина насељености је износила 18,26 становника/km². Општина се простире на површини од 9,2 km². Налази се на средњој надморској висини од 120 метара (максималној 132 m, а минималној 44 m).

## Демографија
| 1962. | 1968. | 1975. | 1982. | 1990. | 1999. | 2011. |
| ----- | ----- | ----- | ----- | ----- | ----- | ----- |
| 179   | 190   | 173   | 172   | 154   | 162   | 168   |

График промене броја становника у току последњих година